# Eddie Slovik

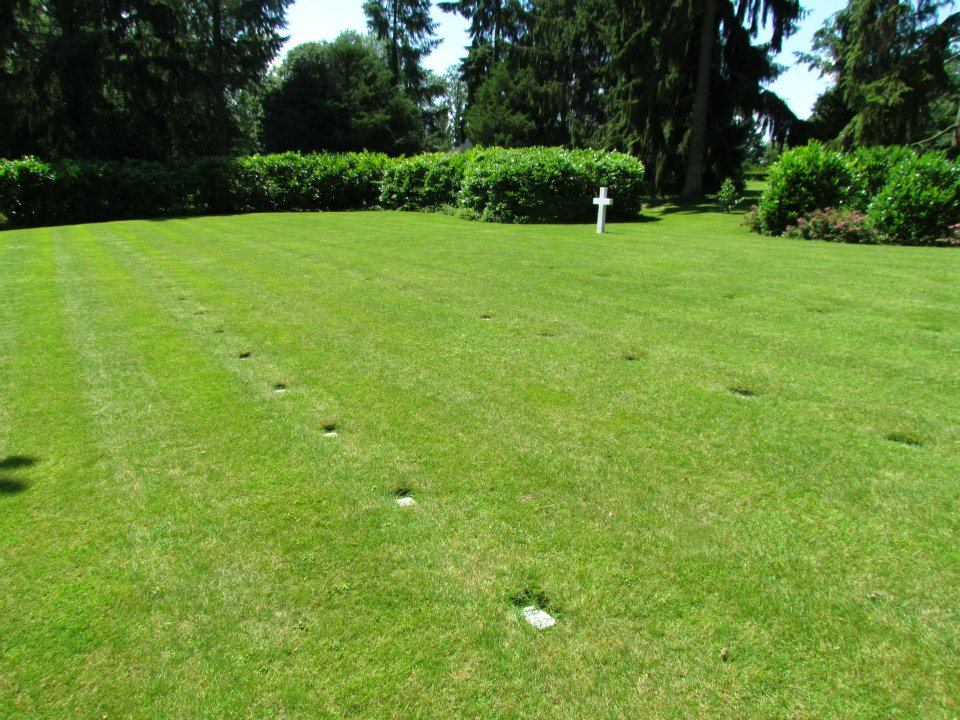
Plot E auf dem Amerikanischen Friedhof und Mahnmal Oise-Aisne (Cimetière américain de Seringes-et-Nesles), wo Eddie Slovik nach der Hinrichtung begraben wurde, bevor die Leiche 1987 exhumiert und in die USA überführt wurde

Edward Donald „Eddie“ Slovik (* 18. Februar 1920 in Detroit; † 31. Januar 1945 bei Sainte-Marie-aux-Mines, Frankreich) war der einzige US-amerikanische Soldat im Zweiten Weltkrieg, den die US Army wegen Fahnenflucht hingerichtet hat. Die US Army verurteilte im Zweiten Weltkrieg 21.049 Soldaten wegen Fahnenflucht (davon 49 zum Tode); nur das Urteil gegen Slovik wurde vollstreckt. Er war der erste und bisher einzige aus diesem Grund exekutierte Soldat seit dem Amerikanischen Bürgerkrieg (1861–1865).

## Leben

### Jugend und Militärzeit
Sloviks Vorfahren waren Zuwanderer aus Polen. Manche Quellen behaupten, er sei geistig behindert gewesen; es gibt keinen konkreten Beweis dafür. Als er zum ersten Mal gemustert wurde, klassifizierte das Militär ihn als „4-F“, d. h. als dienstunfähig, u. a. weil er schon öfter verhaftet worden war. Schon mit zwölf Jahren wurde er von der Polizei erwischt, als er und einige andere in eine Gießerei einbrachen, um Messingstücke zu stehlen. Im Zeitraum von 1932 bis 1937 wurde er mehrmals wegen kleinerer Diebstähle, Einbrüche und öffentlicher Ruhestörung festgenommen. Im Oktober 1937 kam er ins Gefängnis; elf Monate später entließ man ihn auf Bewährung. Etwa vier Monate danach kam er wieder ins Gefängnis. Er hatte diesmal mit zwei Freunden ein Auto gestohlen, und die Polizei fand ihn betrunken am Steuer, nachdem er mit dem Fahrzeug einen Unfall verursacht hatte.
Im April 1942 wurde Slovik wieder auf Bewährung entlassen. Die Achsenmächte hatten vier Monate zuvor den USA den Krieg erklärt, und wegen der angelaufenen Rüstungsindustrie sank die Arbeitslosigkeit schnell. Slovik bekam eine Stelle bei einer Klempnerei namens Montella Plumbing Company in Dearborn, wo er Antoinette Wisniewski kennenlernte. Am 7. November 1942 heirateten sie und zogen in die Wohnung ihrer Eltern, vermutlich wegen des Wohnungsmangels. Im November 1943 wurde Slovik einberufen. Das Militär hatte inzwischen die Tauglichkeitsstandards stark gesenkt, und er galt nicht mehr als „4-F“, sondern als „1-A“ – vollkommen dienstfähig. Die US-Armee schickte ihn am 24. Januar 1944 zur Grundausbildung nach Camp Wolters in Texas; Ende August endete diese Ausbildung. Anschließend schickte die US Army ihn mit einem Truppenschiff nach Frankreich, wo er am 20. August 1944 – vier Monate vor der deutschen Ardennenoffensive – eintraf.
In Frankreich gehörte Slovik zu einer von zwölf Verstärkungen, die in der G-Kompanie des 109. US-Infanterieregiments kämpfen sollten; dieses Regiment gehörte zur 28. US-Infanteriedivision. Als die Verstärkungen auf dem Weg zu ihrer neuen Einheit waren, verirrten sie sich im Durcheinander eines Artillerieangriffs. Am frühen Morgen des folgenden Tags begegneten Slovik und ein zweiter Soldat, John Tankey, einer kanadischen Einheit, bei der sie sechs Wochen lang „inoffiziell“ in einer Abteilung blieben. Tankey schrieb dem 109. Regiment eine Nachricht und erklärte die Abwesenheit der zwei Soldaten. Als Slovik und sein Kamerad am 7. Oktober 1944 zu den US-amerikanischen Streitkräften zurückkehrten, wurden sie weder angezeigt noch bestraft.
Am 8. Oktober 1944 meldete Slovik dem Chef seiner Kompanie, Captain Ralph Grotte, er habe „zu viel Angst“, um in einer Schützenkompanie zu kämpfen. Er bat um die Versetzung zu einer beliebigen Einheit hinter der Front. Grotte lehnte Sloviks Gesuch ab und warnte den Soldaten vor einem Desertionsversuch. Kurz danach teilte man Slovik einem Zug der Kompanie zu. Am folgenden Tag ging er zu einem Militärpolizisten und legte ein Geständnis ab. Er sagte, er würde „wieder weglaufen“, wenn man ihn an die Front schickte. Man brachte ihn zu Lieutenant Colonel Ross Henbest. Der bot Slovik die Chance an, sein Geständnis ohne negative Konsequenzen zu widerrufen und das Protokoll zu zerreißen. Slovik weigerte sich und schrieb eine zweite Notiz, in der er wiederholte, er begreife vollständig seine Handlungen und daraus resultierende mögliche Konsequenzen.

### Verhaftung und Hinrichtung
Daraufhin verhaftete man Slovik. Er wurde ins Militärgefängnis der Division gesperrt. Der Militärrichter der Division, Lieutenant Colonel Henry Summer, bot Slovik eine letzte Gelegenheit, zu seiner Einheit zurückzukehren. Hätte er dem zugestimmt, hätte man die Anklage ausgesetzt. Summer gab Slovik auch die Wahl, bei einem anderen Regiment zu kämpfen. Er lehnte beide Angebote ab und sagte: „Ich habe mich entschlossen. Ich nehme einen Militärprozess.“ Währenddessen war die Militärlage für die Alliierten kritisch geworden, denn die 28. Division plante einen Angriff auf den Hürtgenwald. Die meisten Soldaten wussten davon, und die zu erwartenden Verluste waren groß. Die Zahl der desertierenden Soldaten nahm zu; viele begingen auch kleinere Verbrechen, weil sie lieber ins Gefängnis gingen als an die Front.
Die US Army bezichtigte Slovik der Fahnenflucht, wohl mit der Absicht, ein Exempel zu statuieren. Der Prozess fand am 11. November 1944 statt und dauerte knapp 100 Minuten. Der Ankläger für die US Army, Captain John Green, legte dem Gericht die Zeugenaussagen vor, nach denen Slovik seine Absicht, „sich davonzumachen“, schon ausgedrückt hatte. Sloviks Verteidiger, Captain Edward Woods, verkündete, sein Mandant hätte die Entscheidung getroffen, keine Aussage zu machen. Die neun Geschworenen sprachen ihn schuldig und verurteilten ihn zum Tode. Der Kommandeur der Division, Major General Norman Cota, überprüfte das Urteil und hielt es für gesetzmäßig.
Am 9. Dezember schrieb Slovik einen Brief an General Eisenhower, den Oberbefehlshaber der Alliierten. Der verurteilte Soldat flehte um Nachsicht und Gnade. Eisenhower bestätigte am 23. Dezember 1944 den Hinrichtungsbefehl. Dies war ein Schock für Slovik, der mit einer unehrenhaften Entlassung und einer Gefängnisstrafe gerechnet hatte, was damals die übliche Vorgehensweise in solchen Fällen war. Da er ein ehemaliger Häftling war, hätte eine unehrenhafte Entlassung kaum weitere Auswirkungen auf sein ziviles Leben als einfacher Arbeiter gehabt und es war allgemein üblich, dass Militärstrafen wegen Disziplinarvergehen nach Kriegsende umgewandelt wurden. Am 31. Januar 1945 um 10:04 Uhr vollstreckte man das Urteil in der Nähe von Sainte-Marie-aux-Mines, Frankreich, durch Erschießen. Als er von elf Gewehrkugeln getroffen wurde, starb er nicht sofort. Keiner der zwölf Männer des Erschießungskommandos traf sein Herz, einer schoss aus zwanzig Schritten Entfernung sogar daneben. Es ist davon auszugehen, dass dieser Schütze eine Platzpatrone im Gewehr hatte. Es war bei vielen Erschießungen üblich, dass einige bzw. zumindest ein Gewehr mit einer Platzpatrone an Stelle von scharfer Munition geladen war. In der Regel weiß keiner der Schützen, ob er ein Gewehr mit scharfer Munition oder mit einer Platzpatrone hat. Dies soll das Gewissen der Schützen erleichtern, da sie sich dadurch nicht sicher sein können, einen der tödlichen Schüsse abgegeben zu haben. Die Schützen mussten zur zweiten Salve nachladen, welche aber nicht mehr ausgeführt wurde, da Slovik mittlerweile verstarb.
Ursprünglich wurde sein Leichnam auf dem Oise-Aisne-Friedhof östlich von Fère-en-Tardenois in Frankreich beigesetzt. Auf diesem Friedhof des Ersten Weltkrieges wurden in einem besonderen Block E auch 94 andere US-Soldaten begraben, die die US Army wegen schwerer Verbrechen, z. B. Mord oder Vergewaltigung, während des Zweiten Weltkrieges hingerichtet hatte. Die Grabsteine trugen keine Namen, nur Zahlen. 1987 wurden Sloviks Überreste nach Michigan zurückgebracht und neben seiner im September 1979 verstorbenen Witwe Antoinette, die sich viele Jahre lang vergeblich um die Auszahlung seiner Lebensversicherung für Armeeangehörige bemüht hatte, auf dem Woodmere-Friedhof in Detroit beigesetzt. Trotz der Bemühungen seiner Frau und anderer Menschen, Sloviks Begnadigung zu erwirken, wenngleich auch nur posthum, haben mehrere US-Präsidenten die Gesuche abgelehnt. Jene, die sich für seine Rehabilitation einsetzten, argumentierten stets, man habe in Slovik einen geeigneten Sündenbock gesehen, weil er im Zivilleben vor dem Krieg mit dem Gesetz in Konflikt gekommen war. Benedict B. Kimmelman, der als Offizier an dem Militärgerichtsverfahren gegen Slovik beteiligt gewesen war, kam rückblickend zu dem Schluss, der Fall sei eine „historische Ungerechtigkeit“.

## Folgen und literarische Aufarbeitung
1951 verabschiedete der US-Kongress das Uniform Code of Military Justice (UCMJ), ein Gesetzbuch, das US-amerikanischen Militärangehörigen mehr Rechte zugestand und noch heute in Kraft ist.
Sloviks Geschichte bildete die Grundlage für das 1954 veröffentlichte Buch The Execution of Private Slovik von William Bradford Huie, von dem mehr als 5 Millionen Exemplare verkauft wurden. Frank Sinatra erwarb die Filmrechte für 35.000 Dollar. Eine Verfilmung kam aber zunächst nicht zustande, weil der vorgesehene Drehbuchautor Albert Maltz in der McCarthy-Ära auf einer inoffiziellen „schwarzen Liste“ der Filmstudios stand. 1972 kauften die Universal Studios die Rechte und produzierten einen Fernsehfilm, der im März 1974 ausgestrahlt wurde. Im Film spielte Martin Sheen die Hauptrolle. Die Exekution schockierte die US-amerikanische Öffentlichkeit (damals stark geprägt vom Vietnamkrieg) genug, um eine gründliche Reform der Militärjustiz zu fordern.
Hans Magnus Enzensberger verarbeitete den Fall 1964 in seinem Buch Politik und Verbrechen unter dem Titel „Der arglose Deserteur. Rekonstruktion einer Hinrichtung“.